# Knights and Bikes
Knights and Bikes ist ein kooperatives Action-Adventure Videospiel, das von The Goonies und Secret of Mana inspiriert wurde. Es wurde von Foam Sword entwickelt, ein Indie-Spieleentwicklungsunternehmen, besteht aus ehemaligen Mitarbeitern von Media Molecule.

## Handlung
Das Spiel handelt von der Kindheit der beiden Mädchen Demelza und Nessa, die in den späten 1980er Jahren auf der fiktiven Insel Penfurzy aufwachsen. Die Mutter von Demelza verliert ihr Leben bei der Suche nach einem sagenumwobenen Schatz, der sich auf der Insel befinden soll. Da der Tourismus auf der Insel abnimmt, sieht sich Demelzas Vater gezwungen, seinen Wohnwagen- und Minigolfplatz zu verkaufen. Die beiden Mädchen beschließen deshalb, sich selbst auf die Suche nach dem Schatz zu begeben, um mit dem Reichtum, den dieser bringt, das Zuhause von Demelza zu retten. Auf der Suche nach dem Schatz müssen die Mädchen Monster besiegen und Rätsel lösen.

## Spielprinzip und Technik
Das Spiel kann alleine oder im Koop gespielt werden. Man schlüpft dabei in die Rolle der beiden Mädchen. Im Einzelspieler wird das zweite Mädchen durch den Computer gesteuert. Die KI setzt Fertigkeiten zum Lösen von Rätseln ein und unterstützt in Kämpfen. Den beiden Mädchen stehen unterschiedliche Fähigkeiten zur Verfügung, die häufig in Kombination zum Rätsellösen eingesetzt werden müssen. Im Verlauf des Spiels erhalten beide Mädchen ein Fahrrad, das durch Upgrades aufgewertet werden kann.

## Entwicklungsgeschichte
Die Kickstarter-Kampagne für Knights and Bikes wurde am 2. Februar 2016 mit einem Finanzierungsziel von 100.000 Pfund gestartet. Das Ziel wurde erreicht und die Entwicklung des Spiels fortgesetzt. Das Spiel sollte ursprünglich im April 2017 erscheinen, wurde jedoch bis 2019 verschoben. Es wurde schließlich am 27. August 2019 für Windows, Mac, Linux und PS4 veröffentlicht. Eine Nintendo-Switch-Version wurde am 6. Februar 2020 und eine Xbox-One-Version am 5. November 2020 veröffentlicht.

## Rezeption

### Rezensionen
Das Spiel erhielt überwiegend positive Bewertungen. Im Test von MANIAC.de wird die gelungene Umsetzung des Koop-Spielprinzips, das auch alleine gut funktioniert, gelobt.

„Nettes Abenteuer rund um eine Mädchen-Freundschaft – nicht immer ganz rund, aber gerade gemeinsam gut.“

### Auszeichnungen
Das Spiel wurde für „Excellence in Visual Art“ und „Excellence in Audio“ bei den Independent Games Festival Awards, und für „Best Debut“ mit Foam Sword Games bei den Game Developers Choice Awards nominiert.